# 69 TCN
Năm 69 TCN là một năm trong lịch Julius. 